# José María Morelos (Quintana Roo)
José María Morelos – miasto leżące w Meksyku, w stanie Quintana Roo, w połowie długości półwyspu Jukatan. Miasto leży w odległości około 100 km na zachód od wybrzeża Morza Karaibskiego oraz około 150 km na północny zachód od Chetumal stolicy stanu Quintana Roo.
José María Morelos jest siedzibą gminy José María Morelos jednej z 9 gmin w tym stanie, w 2010 roku liczyło 11 750 mieszkańców.